# Dittatura
La dittatura è una forma di governo che accentra il potere in un solo organo, se non nelle mani di un solo dittatore. La scalata al potere di una dittatura è spesso favorita da situazioni di grave crisi economica (ad esempio in seguito a una guerra), da difficoltà sociali (lotte di classi), dall'instabilità del regime esistente o dalla preesistenza di un regime dittatoriale. Esempi di regimi considerati dittature furono quelli di Nicolae Ceaușescu, Idi Amin Dada, Pol Pot, Stalin, Mao Zedong, Adolf Hitler, Benito Mussolini e Kim Jong-un.
Mentre in passato, la transizione dei poteri verso un dittatore poteva essere contemplata dalla stessa costituzione e, in questo caso, rigorosamente a tempo e in stretto collegamento con una situazione emergenziale, al giorno d'oggi il termine dittatura ha il diffuso significato di predominio assoluto e perlopiù incontrastabile, opposto alla democrazia, di un individuo (o di un ristretto gruppo di persone) che detiene un potere imposto con la forza, con la negazione della libertà di espressione e di stampa. Nella sua accezione moderna, di fatti, la sua declinazione in senso autoritario o totalitario è avvenuta quando il ricorso a tale forma di governo non era limitato da leggi, costituzioni o da altri fattori politici e sociali interni allo Stato.

## Etimologia
Il termine compare per la prima volta in De re publica ed in Pro Milone di Marco Tullio Cicerone. L'etimo deriva dal latino dictatură, la carica romana del dictātor, titolo che un magistrato, ai tempi della Repubblica romana, poteva ottenere dal Senato romano per essere investito di pieni poteri politici e militari in tempi di emergenza (dittatore romano).

### Evoluzione del significato
Pertanto, il concetto di dittatura nasce come fondamentalmente diverso dai concetti di dispotismo e tirannide, che erano designati come forme degenerate di monarchia nell'antichità, nel medioevo e nella prima età moderna. L'accezione negativa di dittatura è nata con la Rivoluzione francese; il terrore instaurato da Robespierre fu chiamato dittatura con riferimento a un regime politico tirannico. Nell'uso attuale del termine sono presenti sia il significato più attuale che quello meno recente, lasciando assumere al vocabolo un concetto bivalente: dittatura assoluta, incostituzionale da un lato, dittatura costituzionale dall'altro.

#### Dittatura assoluta
Una dittatura assoluta (dal latino: absolutus, participio passato di absolvĕre, quindi liberato: libera da qualsiasi limitazione)  è l'accezione più moderna del termine dittatura, ovvero una forma di governo autoritaria, arbitraria e coercitiva stabilita e mantenuta con la violenza, di natura eccezionale ed illegittima, caratterizzata dal concentramento di tutti i poteri (esecutivo, legislativo, giudiziario) in un solo capo che può corrispondere in un singolo od in una giunta, che è incompatibile nei confronti del pluralismo politico e delle libertà politiche e civili, di un governo costituzionale e del principio di isonomia.

#### Dittatura costituzionale
Una dittatura costituzionale è una forma di governo, classica degli stati costituzionali democratici, che prevede, durante uno stato d'emergenza, il consenso costituzionale nei confronti di un accentramento, solitamente lieve, dei poteri verso un organo istituzionale per la sopravvivenza dello stato stesso. Il dittatore non ha poteri assoluti e la sua autorità resta limitata dalla costituzione vigente. Baluardo della dittatura costituzionale fu la Repubblica Romana, ma, ad oggi, ordinamenti come lo statunitense, l'italiano, il tedesco ed il francese includono clausole che rendono possibile un accentramento del potere.
Rimane tuttavia il pericolo che una dittatura sorga mediante un travisamento delle regole costituzionali: attraverso uno stato di emergenza (vero o presunto) i poteri dello stato convergono, direttamente o indirettamente, nelle mani del singolo. In questi casi il disposto costituzionale non appare in via di principio violato, ma di fatto la separazione dei poteri è solo simbolica: con il controllo della forza pubblica nelle mani di un solo, viene meno il requisito affinché la forma di governo si configuri come stato di diritto. Il meccanismo con cui l'apparente rispetto dei principi dello stato viene mantenuto, attraverso la facciata costituzionale, è chiamato frode costituzionale (o golpe bianco): un indizio della sua presenza è la frode elettorale, così come i meccanismi di governo che consentono il controllo da parte del presidente nei confronti degli altri poteri dello stato; ciò consente la sua rielezione a tempo indeterminato, il che fa sì che in questo tipo di regime di norma si doti il dittatore di poteri assoluti o quanto meno di una larga quota di potere all'interno dello stato e della pubblica amministrazione. Le dittature assolute che si insediano da una dittatura costituzionale, perlomeno inizialmente, sono caratterizzate da una pretesa di legittimazione democratica, ma, di solito, in seguito il camuffamento viene meno. 

## Struttura

### Instaurazione e caduta
Le dittature di solito si instaurano nel contesto di una crisi istituzionale o sociale molto grave e si pongono come obiettivo l'accelerazione di un'evoluzione (dittature rivoluzionarie), oppure la sua prevenzione (dittature conservatrici). In ogni caso, rivestono notevole importanza le specifiche tradizioni storiche e politiche, l'ambiente geografico e climatico, i sistemi politici e sociali, nonché il livello di sviluppo economico, la cultura, le forme religiose e morali. Esistono notevoli differenze ideologiche nella legittimità delle dittature, specialmente nelle loro forme autoritarie. I sistemi di potere dittatoriali moderni si legittimano in nome della sovranità del popolo, dell'accentramento amministrativo, dell'omogeneità sociale e della comunità ideale. Mentre molti dittatori salirono e salgono tuttora al potere attraverso un colpo di Stato (come Augusto Pinochet) od una guerra civile (come Francisco Franco), può accadere che un autocrate salga al potere tramite libere elezioni, prima di instaurare una dittatura personale o un monopartitismo (come Hitler, Salazar o Lenin).
Una dittatura può cadere a causa di:
- un colpo di Stato: si verifica quando il regime dittatoriale non è più efficace nel garantire la stabilità della politica interna del paese,[22] è il culmine di un'insurrezione ed ha maggiori possibilità di sfociare in un nuovo regime dittatoriale;
- un intervento straniero: si verifica quando il regime dittatoriale non gode più di sostegno internazionale, dunque ha luogo il tentativo di un'entità transnazionale di rovesciare il regime invadendo il paese o finanziando un colpo di Stato;
- un ritiro volontario del dittatore: si verifica quando l'autocrate sceglie di negoziare le proprie dimissioni, avendo perso legittimità, quindi per paura di una destituzione violenta. I dittatori più violenti hanno maggiori probabilità di essere esiliati, imprigionati o uccisi dopo la destituzione. Solitamente sono i ritiri volontari che sfociano in democrazia;

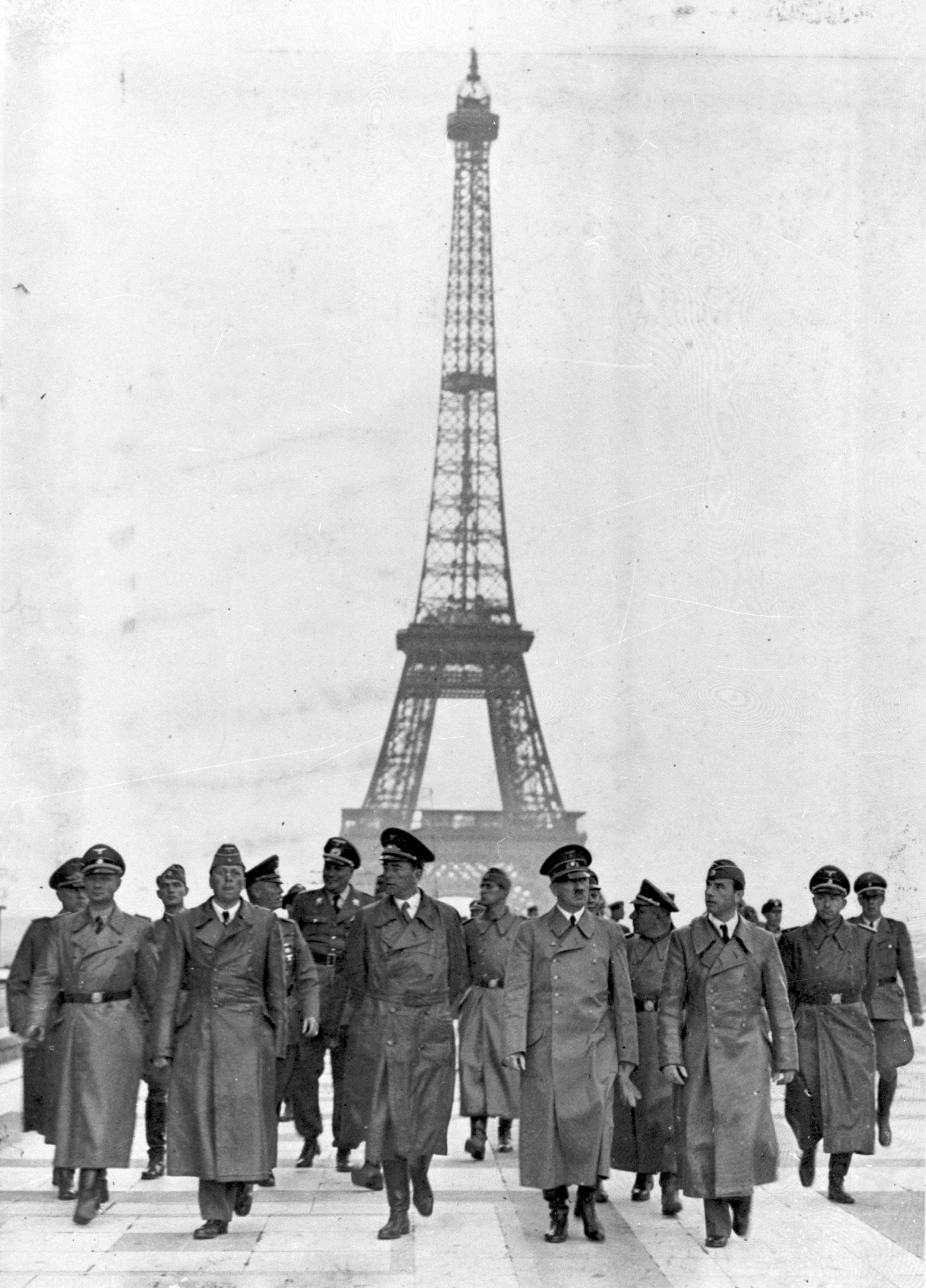
Immagine della propaganda hitleriana che ritrae il dittatore mentre cammina ai piedi della Torre Eiffel affiancato dai suoi fedelissimi.

### Stabilità e legittimità

#### Elité
È il dittatore ad esercitare il potere su tutta l'entità statale, ma spesso emerge una cerchia ristretta di fedelissimi, che costituisce una classe di élite che detiene una porzione di potere all'interno della dittatura e che riceve benefici in cambio di sostegno militare, politico ed economico. La cerchia può essere composta da ufficiali militari, membri del partito o amici e familiari del dittatore. L'establishment può tuttavia divenire la principale minaccia del potere assoluto del dittatore, in quanto, disponendo di una certa influenza all'interno del regime, possa influenzare o rovesciare la dittatura. Essendo il consenso dell'élite necessario affinché si radichi al meglio l'autorità del dittatore, questo costituisce un grande limite del suo potere. Per imporre la propria volontà liberamente, un dittatore deve saper gestire la classe dirigente, condiscendendo alle sue pretese, dividendola od eliminandola.

#### Repressione e propaganda
Nel tentativo di consolidare la propria stabilità un regime dittatoriale applica solitamente una rigida repressione nei confronti dell'opposizione, composta spesso da ex figure di spicco militari o politiche. Solitamente questa si organizza nel tentativo di minare il sostegno pubblico e militare del dittatore e di rovesciare la dittatura. 

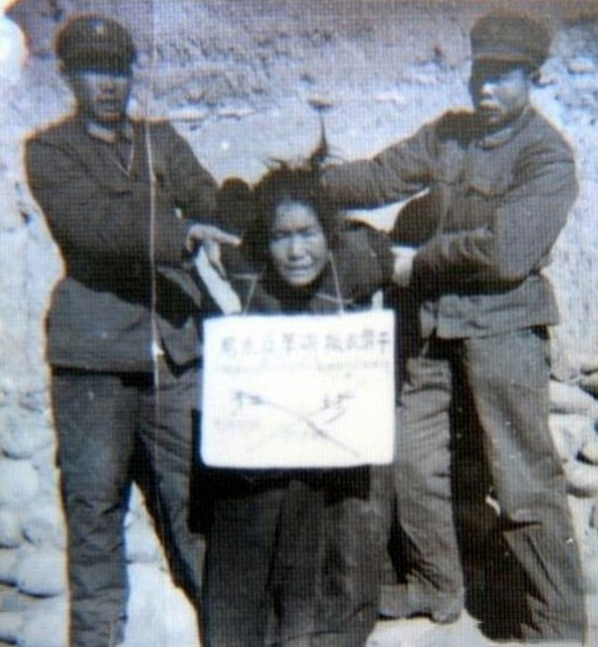
Donna tibetana condannata alla berlina intorno al 1958, sotto il regime di Mao Zedong

La repressione politica sistematica e violenta è una caratteristica tipica delle dittature, in quanto il dittatore possa percepirla come parte della propria politica di sicurezza e stabilità ai danni dei dissidenti o della popolazione in generale. La repressione sfocia spesso in violazioni dei diritti umani e civili, in rigide sorveglianze, in brutalità poliziesca, in reclusione, confino e lustrismo, in omicidi politici, esecuzioni sommarie, tortura e rapimento, infine in genocidi e terrorismo di stato. Solitamente al servizio del dittatore, nell'applicare una politica di repressione, vi sono polizie segrete (es. KGB), esercito o organizzazioni paramilitari (es. Camicie Nere, Camicie Brune).
Le repressioni politiche più violente nella storia furono quella di Mao Zedong (35 milioni di vittime), di Hitler (21 milioni di vittime), di Chiang Kai-shek (10 milioni di vittime), di Lenin, Stalin e successori (62 milioni di vittime) e di Leopoldo II del Belgio (8-9 milioni di vittime).
Le dittature sono solite a ricorrere alla propaganda, per creare attorno alla figura del dittatore un culto della personalità. Nell'esibirsi di fronte al popolo come uomo forte, alcuni dittatori scelsero dei titoli personali per essere indicati, come: Adolf Hitler che utilizzò il titolo di Führer, Benito Mussolini che utilizzò il titolo di Duce, Francisco Franco che utilizzò i titoli di Caudillo e di Generalissimo, Ion Antonescu e Nicolae Ceaușescu che utilizzarono il titolo di Conducător, altri dittatori si ricoprono di titoli onorifici volti a magnificare la propria figura, come Idi Amin Dada, che si autoconferì titoli come Eccellenza, Presidente a vita, Feldmaresciallo e Hadji.

#### Legittimazione
La legittimazione del proprio governo è uno dei primi problemi che un dittatore deve affrontare. Spesso la legittimità del governo dittatoriale viene giustificata con i demeriti del regime precedente, con lo screditamento e la repressione dell'opposizione e con l'indizione di elezioni fasulle, che consentono alla dittatura di porre dei limiti alla creazione di un'opposizione autentica e di presentare il regime vigente come democratico, intavolando la negabilità del suo status di dittatura sia davanti alla popolazione che davanti a governi stranieri. Le dittature possono influenzare i risultati delle elezioni attraverso il broglio elettorale, la coercizione, la corruzione, il controllo dei media, la manipolazione delle leggi elettorali e la limitazione dei diritti di voto.

## Analisi della dittatura
Le scienze politiche, altresì politologia, includono la disciplina accademica della definizione e classificazione dei regimi politici mediante approccio metodico.

### Aristotele
Una delle prime tipologie di classificazione è quella di Aristotele nella sua Politica, che si divide in tre gruppi principali a seconda del numero di governanti: Include quindi, nelle costituzioni giuste, cioè quelle che puntano al bene comune, gli ordinamenti di stati gestiti da una singolo («monarchia»), da un piccolo numero di persone («aristocrazia») e da più individui (governo costituzionale). Aristotele classifica anche le costituzioni corrotte, che nonostante siano analoghe alle costituzioni giuste per numero di governanti, mirano al bene di una parte della città, dunque, al contrario della monarchia vi è la «tirannia», al contrario dell'aristocrazia vi è l'oligarchia e al contrario del governo costituzionale vi è la democrazia.

#### Monarchia e tirannia
Aristotele tratta la monarchia come governo del solo fine al bene comune, nelle sue sfaccettature ereditario o elettivo, al di sopra o soggetta alla legge; mentre tratta la tirannia come una forma barbara corrotta di governo della monarchia.

#### Aristocrazia e oligarchia
In Politica l'aristocrazia è considerata il governo dei migliori in assoluto, scelti secondo le virtù dell'uomo buono e del cittadino, mentre l'oligarchia è considerata un governo di pochi perlopiù fondato sull'illegalità, la corruzione ed il nepotismo.

### Montesquieu
Ne Lo spirito delle leggi, Montesquieu propone una tipologia di classificazione diversa da quella di Aristotele, che pur rimanendo una classificazione per numero di governanti, si basa sul rapporto tra la società e il regime, a sua volta caratterizzato dall'estensione del territorio e da altri fattori. Questa tipologia si divide in tre forme di governo: la repubblica, la monarchia e, la peggiore forma di governo, il dispotismo.

### Barbara Geddes
Nel 1999 la politologa Barbara Geddes propose una classificazione delle dittature che si concentra sul dove viene concentrato il potere: le dittature militari sono controllate da ufficiali militari, le dittature monopartitiche sono controllate dai membri di un unico partito politico legale e le dittature personaliste sono controllate da un singolo individuo. Vengono identificate altre due sezioni: le dittature monarchiche, ove il monarca detiene potere assoluto e le dittature ibride, ovvero regimi che presentano una combinazione di queste classificazioni.

#### Dittatura militare

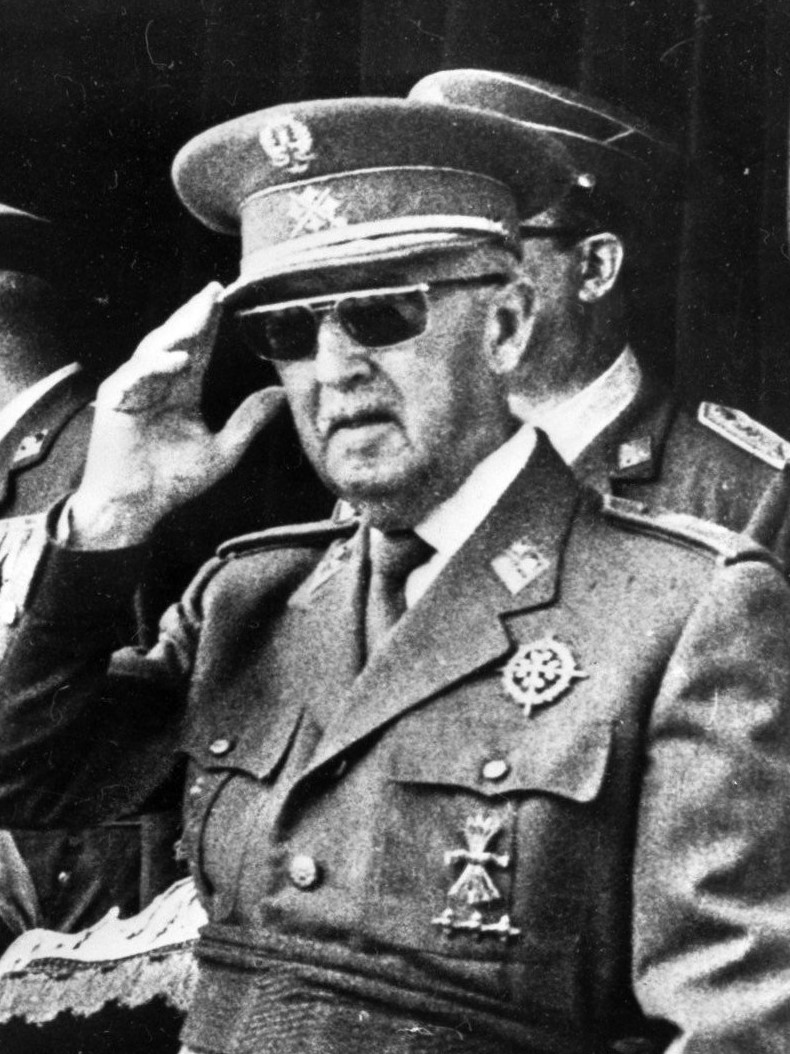
Il dittatore Francisco Franco nel 1975 in divisa militare.

Le dittature militari sono regimi in cui uno o più ufficiali militari detengono il potere militare e politico assoluto. Sono state il tipo di dittatura caratteristico del XX secolo, venendo poi meno tra gli anni '70 ed '80. Sono più comuni nelle nazioni in via di sviluppo in Africa, Asia e America Latina. Sono di natura instabile (la durata media di una dittatura militare è di cinque anni), non è raro che si susseguano più dittature militari.
Le dittature militari si instaurano tipicamente mediante un golpe militare, che è frequente, nelle democrazie, durante il periodo immediatamente successivo alla loro proclamazione, ma precedente a riforme militari su larga scala. Altri fattori associati ai golpe militari sono le ampie risorse naturali, l'uso limitato dell'esercito a livello internazionale e l'uso dell'esercito come forza di repressione all'interno del paese. I colpi di stato militari non si sono sempre tradotti in dittature militari, in quanto la dittatura possa presentarsi come personalistica o si possano indire elezioni democratiche. Spesso i dittatori militari si presentano come guardiani dello stato e si dimostrano dittatori sanguinari, sospettosi e poco diplomatici.

#### Dittatura monopartitica

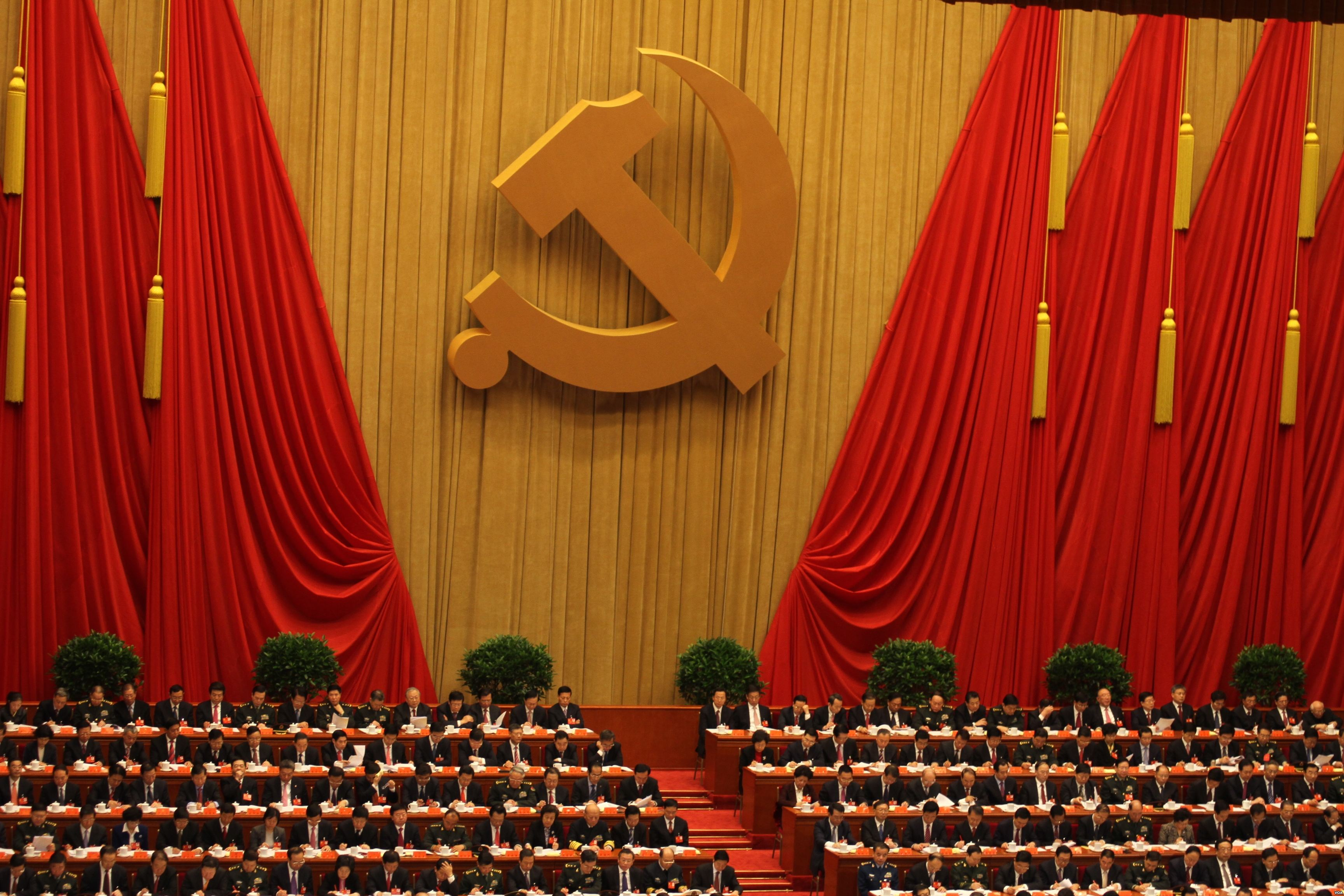
XVIII Congresso del Partito Comunista Cinese, unico partito legale in Cina

Le dittature monopartitiche consistono in ordinamenti di stato in cui vi è un unico partito legale (dittature monopartitiche) oppure consistono in ordinamenti in cui è legale un'opposizione che è de facto impossibilitata ad influenzare il governo (dittature a partito egemone). Durante la guerra fredda, con l'insediamento di governi comunisti in diversi paesi, si diffusero in particolar modo le dittature monopartitiche in Asia e in Europa orientale, tramutatesi in gran parte in dittature a partito egemone dopo la dissoluzione dell'Unione Sovietica (es. Russia con Russia Unita). Le dittature monopartitiche sono più stabili di altre forme di governo autoritario, grazie alla struttura gerarchica,  che permette loro di applicare una favorevole politica interna ed economica. Tra il 1950 e il 2016, le dittature monopartitiche hanno costituito il 57% dei regimi autoritari nel mondo.

#### Dittatura personalista

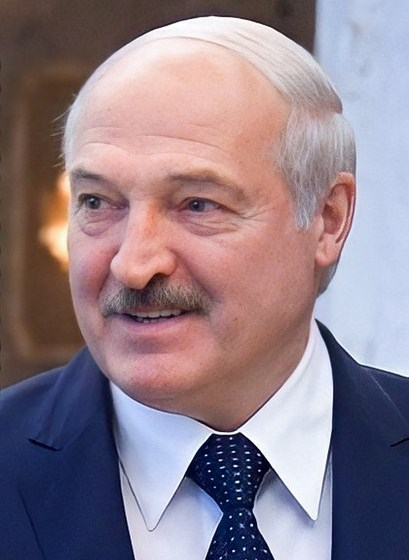
Aljaksandr Lukašėnka, attuale dittatore della Bielorussia.

Le dittature personaliste consistono in ordinamenti di stato in cui il potere converge nelle mani di una singola figura, che può essere un militare o membro di un partito, ma che esercita di fatto un potere incontrastabile. Si instaurano generalmente nell'ambito di una crisi istituzionale grave e sono più inclini a concludersi con la morte del dittatore, per cause naturali o meno, e non sempre sfociano in democrazia.
L'autocrate viene affiancato da un'establishment composto da amici intimi o familiari del dittatore, perlopiù leali ma non qualificati per la magistratura che ricoprono, ciò ostacola la crescita economica e tecnologica del paese e favorisce lo sviluppo della corruzione. Le dittature personaliste soffrono solitamente di una scarsa istruzione e di una violenta repressione.
Le dittature personaliste sono più comuni nell'Africa subsahariana a causa delle istituzioni meno consolidate nella regione.

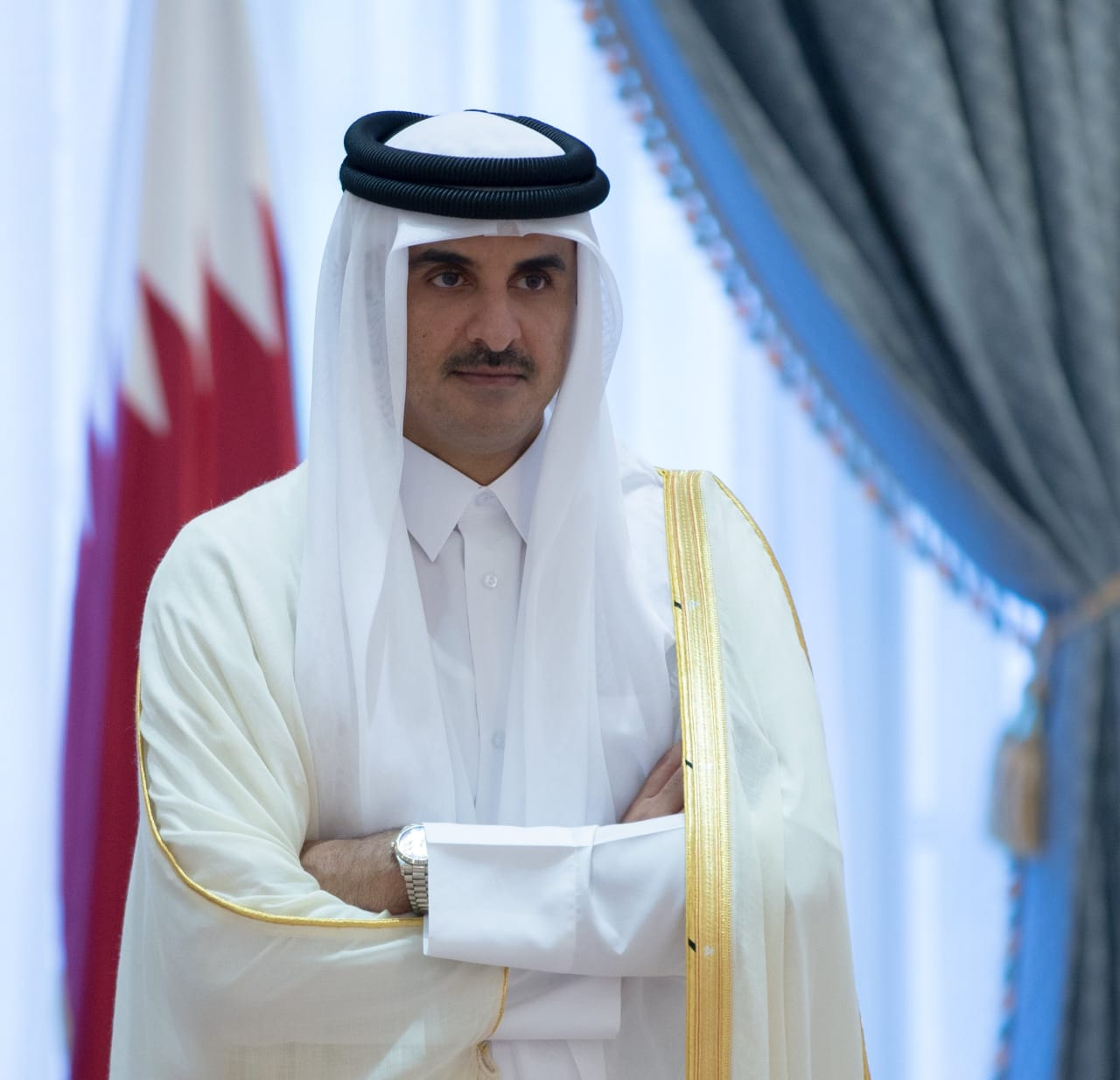
Tamim bin Hamad, attuale emiro e monarca assoluto de facto del Qatar.

#### Dittatura monarchica o monarchia assoluta
La monarchia assoluta (differente da monarchia costituzionale e parlamentare) è una tipologia di monarchia in cui il monarca, al potere per legittimità storica, governa al di sopra delle leggi. Le monarchie si dividono in dinastiche o elettive. Le monarchie dinastiche sono regolate da una serie di regole che rendono possibile un trasferimento pacifico del potere alla morte del monarca, salvo dispute di successione. Nell'era moderna, le monarchie assolute sono più comuni in Medio Oriente.

### Analisi moderna
Le dittature della storia moderna possono essere classificate in base a due variabili: l'intensità e l'ideologia. L'intensità prende in considerazione la raffinatezza e l'efficacia del potere, il rapporto tra forza e consenso, il grado di pluralismo, il ricorso alla mobilitazione di massa. L'ideologia prende in considerazione l'atteggiamento sociale e i valori di fondo della dittatura, l'atteggiamento verso l'ordine politico-sociale esistente, il tipo di rappresentanza di classe.
In base all'intensità, generalmente si distingue tra autoritarismo, cesarismo e totalitarismo:
- Autoritarismo, ovvero la dittatura della repressione: il mantenimento e il consolidamento del potere si basano in via prevalente o esclusiva sulla repressione, poiché, instaurandosi in società tradizionali, il regime non vive la necessità di coinvolgere le masse tramite ricorso frequente e costante alla propaganda. Lascia quindi una certa libertà e autonomia, non avvertendo l'esigenza di controllare tutti gli aspetti della società. Talvolta, rappresenta il tentativo di alcune élite conservatrici di bloccare il processo di modernizzazione, talaltra il tentativo del ceto dominante di favorire la modernizzazione, traghettando la società verso un nuovo ordine. In base all'ideologia, si distingue tra:
  - Franchismo (autoritarismo reazionario), legato ai valori tradizionalisti (Forze armate, Chiesa, Patria); un esempio fu la dittatura del generalissimo Francisco Franco in Spagna;
  - il fascismo di Benito Mussolini in Italia (basato sul culto dell'Impero, sull'alleanza Chiesa-Stato dopo i Patti Lateranensi, sulla supremazia del popolo italiano) e la Persia (Iran) degli Scià.
  - Pretorianesimo (autoritarismo apolitico), in genere una dittatura militare, priva di una vera e propria base ideologica; fra di esse, spiccano le dittature del generale Augusto Pinochet in Cile e quella del generale Jorge Videla in Argentina, il cui scopo fu principalmente l'anticomunismo. Un esempio attuale può essere la Birmania del generale Than Shwe;
  - Terzomondismo (autoritarismo rivoluzionario), che pone spesso l'accento sull'opposizione ai paesi stranieri e imperialisti, pur senza una vera ideologia codificata, se non l'orgoglio della propria cultura; è il caso di alcuni regimi islamisti, come quello dei talebani in Afghanistan (vedi teocrazia).[62]
- Totalitarismo, ovvero la dittatura del controllo totale: è il tipo più moderno di regime dittatoriale. Oltre alla repressione, all'ideologia e al capo, si aggiunge la presenza del regime in ogni ambito. Il concetto è sviluppato nelle Origini del Totalitarismo di Hannah Arendt. Ritiene l'autrice che il totalitarismo necessiti di tre fattori per potersi sviluppare: una società industriale di massa, la persistenza di un'arena mondiale divisa e lo sviluppo della tecnologia moderna. Secondo Arendt, gli elementi distintivi del totalitarismo sono l'ideologia e il terrorismo di stato: la massima espressione del medesimo erano il lager nella Germania nazista e il gulag nell'Unione Sovietica, dove avveniva la cancellazione dell'individualità tramite un dominio assoluto sulle persone. Gli esempi più rilevanti furono il nazionalsocialismo di Adolf Hitler in Germania e lo stalinismo di Stalin in Unione Sovietica. Esempi attuali sono la Corea del Nord del nepotismo di Kim Il-Sung, Kim Jong-il, Kim Jong-un e la Cina che usa i Laogai.
- Cesarismo, ovvero la dittatura del «capo» («Uomo della Provvidenza», «Padre del popolo»): è la categoria in cui Max Weber e Antonio Gramsci facevano ricadere le dittature del loro tempo. Questi regimi non si basano solo su strumenti di repressione, ma anche sul consenso. Sono incentrati sulla figura di un capo carismatico e su un forte apparato statale. All'ideologia si sostituisce il carisma del capo. Caratteristica di questa dittatura è la mediazione tra interessi contrastanti. Il termine deriva dalla dittatura di Cesare nell'antica Roma. In base all'ideologia, si parla di:
  - Peronismo (cesarismo apolitico, definizione talora considerata ambigua), in esso il capo vuole rappresentare l'intero popolo, identificandosi in esso e nei suoi valori «migliori» e non un'ideologia che spesso divide; ad esempio, il peronismo classico in Argentina o il regime di Saddam Hussein in Iraq;
  - Bonapartismo (cesarismo rivoluzionario), il capo è il «garante della rivoluzione», colui che protegge il «nuovo ordine», soprattutto per conto della classe sociale che l'ha portato al potere, sovvertendo il «vecchio ordine», in genere un altro regime autoritario o sultanistico, come una monarchia assoluta, ma dominato da altri interessi; esempi furono gli Imperi di Napoleone I e Napoleone III in Francia.

## Storia

### Età antica

#### Antica Grecia
Il termine tiranno (dal greco anatolico: τύραννος, letteralmente signore), nell'ambito delle autocrazie instauratesi nelle polis greche, è da intendersi come "signore della città", senza alcuna accezione negativa, come scritto nelle Storie di Erodoto (Storie III, 80-82). I più famosi tiranni greci furono, Policrate di Samo (540 a.C.-522 a.C.), Cipselo (VII sec. a.C) e Periandro (627 a.C-585 a.C.) di Corinto, Pisistrato (V sec. a.C.), Ipparco (528 a.C-514 a.C.) e Pericle (461 a.C-429 a.C.) di Atene, e Dioniso di Siracusa (405 a.C-367 a.C.).

#### Roma Repubblicana

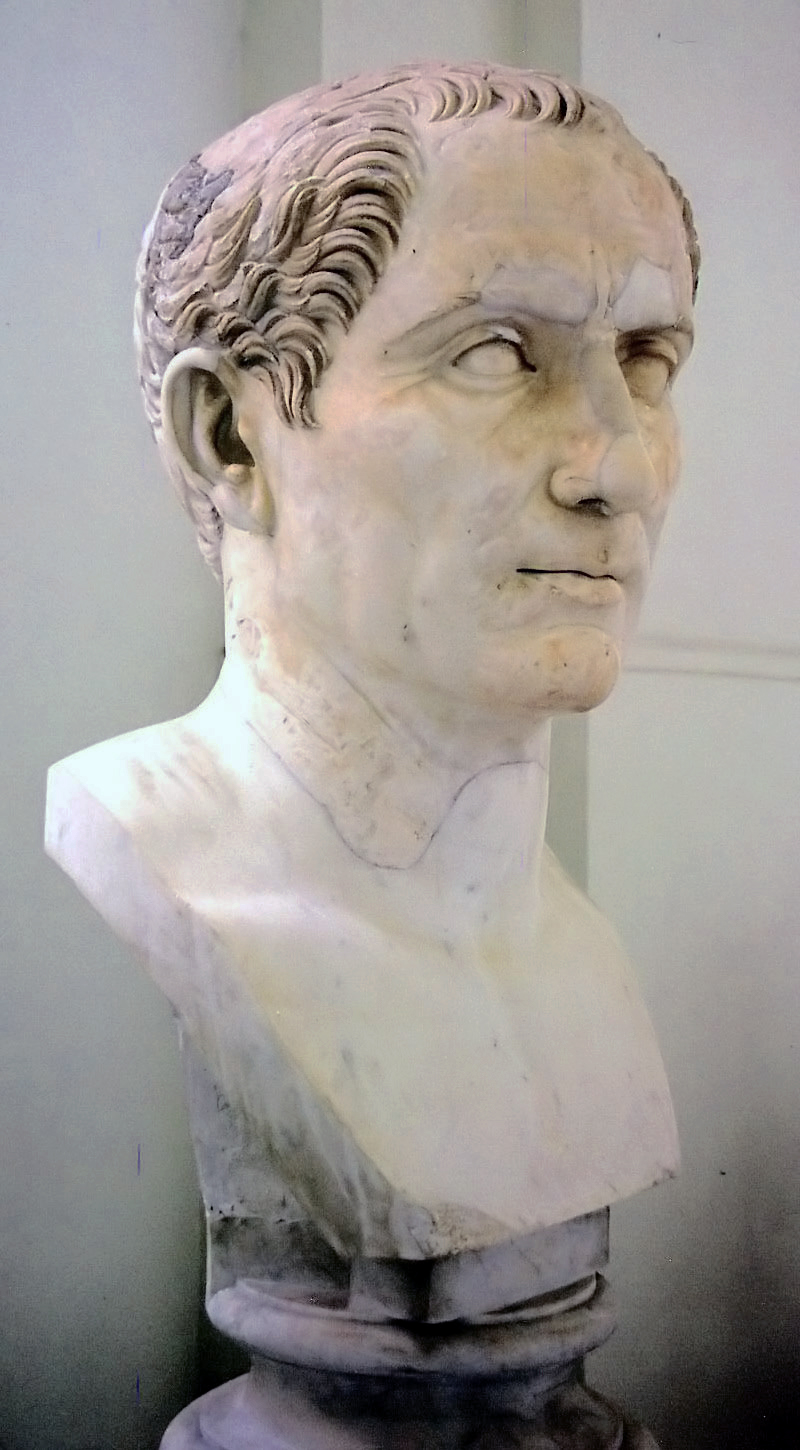
Gaio Giulio Cesare

Durante la Repubblica romana, il dittatore fu un magistrato straordinario eletto dal senato in stato d'emergenza e posto al comando assoluto di Roma, la cui carica non poteva superare i sei mesi. Nel corso della età antica furono eletti 85 dittatori romani, l'ultimo dei quali fu scelto per gestire la Seconda guerra punica. Centoventi anni dopo Silla fu eletto dittatore a tempo indeterminato, per arrivare a Gaio Giulio Cesare, 33 anni dopo, formalmente ultimo dittatore romano ed unico dictator perpetuo.

### Età medievale

#### Oriente
Giappone e Corea videro susseguirsi diverse dittature militari durante l'era medievale. Durante le prime fasi della guerra Goguryeo-Tang nel 642, Yeon Gaesomun organizzò un colpo di Stato nel Regno di Goguryeo e si affermò come dittatore militare. Un colpo di Stato ebbe luogo in Corea nel 1170 e stabilì una dittatura militare sotto la Dinastia Goryeo per tutto il secolo successivo.
Shogun fu il titolo conferito agli autocrati giapponesi, che, de iure, operavano sotto il controllo dell'Imperatore, de facto detenevano potere assoluto.

### Età moderna

#### Europa
Nell'epoca moderna, a Ginevra, il riformatore Giovanni Calvino organizzò una teocrazia dittatoriale fondata su un rigido moralismo e un fanatismo che non lasciava scampo a nessuno e i suoi successori non furono da meno.
Un esempio di dittatura con forti motivazioni etiche, su basi teologiche e morali, è quella instaurata da Oliver Cromwell (ispirandosi all'esempio ginevrino) in Gran Bretagna tra il 1645 e il 1658, nata dalla ribellione al sovrano Carlo I, giustiziato nel 1649 con l'accusa di immoralità, tirannia, tradimento e omicidio. Robespierre instaurò il Regime del Terrore tra il settembre del 1793 ed il luglio del 1794.

### Età contemporanea

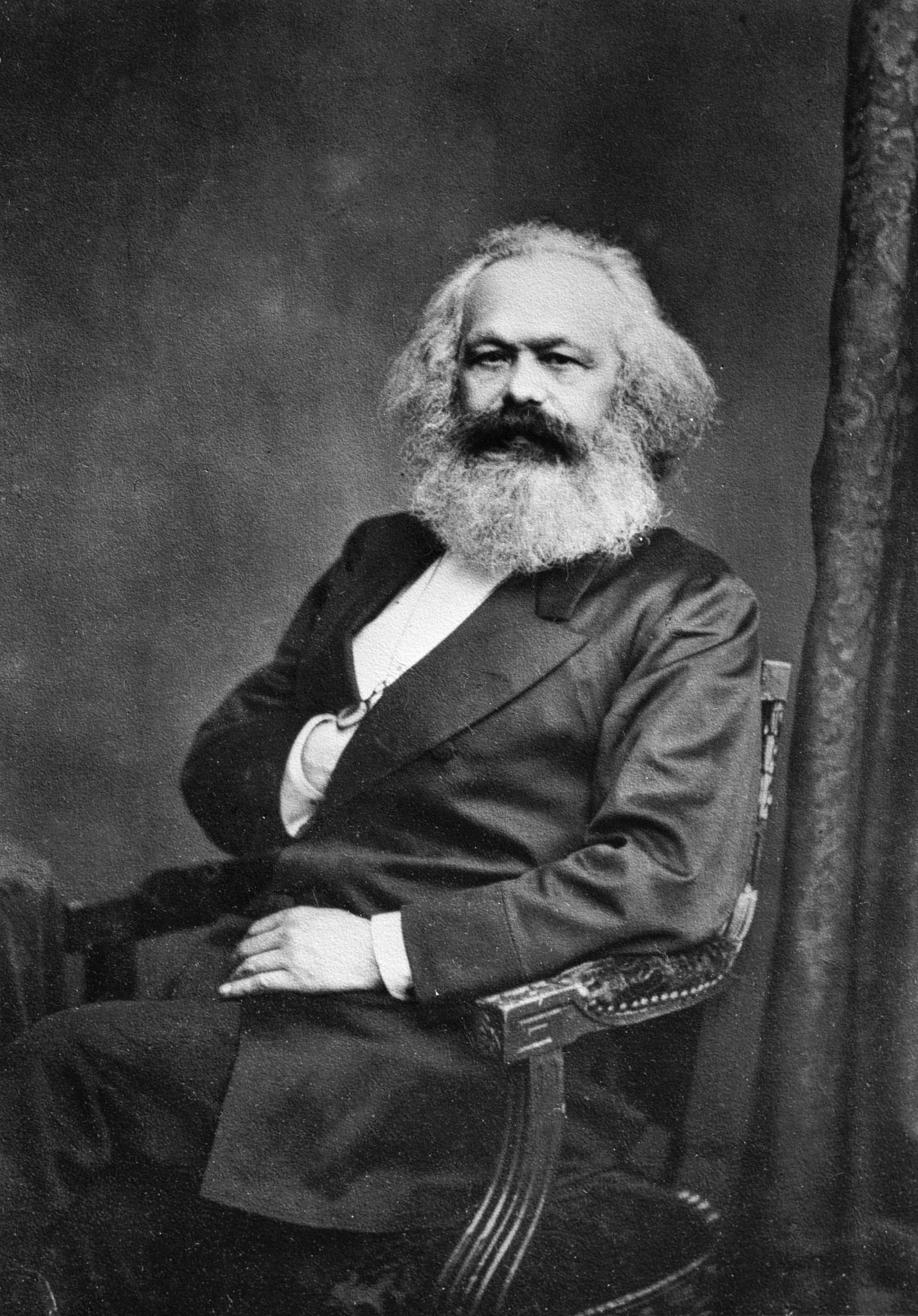
Karl Marx

L'idea di dittatura rivoluzionaria confluì nella visione marxista di dittatura del proletariato, tipica della fase di transizione tra capitalismo e comunismo, volta a preparare il superamento dello stato. Karl Marx infatti riteneva che tutti i regimi politici fossero in fin dei conti delle dittature quindi teorizzò la necessità d'instaurare una dittatura del proletariato come fase propedeutica per il passaggio dal capitalismo al comunismo. Questa idea fu poi alla base dell'affermazione del Comintern secondo cui non vi era differenza tra fascismo e sistemi rappresentativi occidentali.
Il comunismo autoritario ha in sé delle forti connotazioni dittatoriali, che trovarono applicazione nel bolscevismo, soprattutto nello stalinismo, poi in tutti gli Stati comunisti. È nel XX secolo che le dittature nelle più svariate parti del mondo, un po' in tutti i continenti (Europa, America Latina, Africa, Asia), trovano la loro massima espressione con il loro carico di sofferenza, guerre, soprusi, violazione dei diritti umani fino a crimini di guerra o contro l'umanità.
La dittatura si diffuse come una delle principali forme di governo nel XIX secolo, mentre si iniziava ad affermare l'accezione dispregiativa della dittatura, a dispetto dell'accezione costituzionale.
Furono esempi di dittatura costituzionale la dittatura in Sicilia (27 maggio - 4 novembre 1860) sotto Garibaldi, nell'ambito della spedizione dei Mille, conclusasi il plebiscito per l'annessione della Sicilia al Regno d'Italia, la dittatura in Polonia (17 ottobre 1863 - 10 aprile 1864) di Romuald Traugutt e la dittatura nelle Filippine sotto il dittatore Emilio Aguinaldo.

#### America

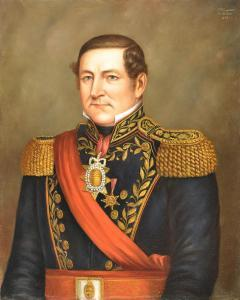
Juan Manuel De Rosas

Le guerre d'indipendenza ispanoamericane si svolsero all'inizio del XIX secolo e si conclusero con la fondazione di vari nuovi governi, molti dei quali caddero sotto il controllo di un caudillo, titolo che designava un autocrate autoritario. La maggior parte dei caudillos proveniva da un ambiente militare, ed era spesso vincolata di diritto da una costituzione, ma di fatto il caudillo deteneva potere assoluto.
Ad oggi molti caudillos sono riconosciuti come dittatori sanguinari, mentre altri sono ricordati come eroi nazionali. Juan Manuel de Rosas fu una figura importante nell'unificazione dell'Argentina, governando come dittatore dal 1829 al 1852, In Guatemala, Rafael Carrera governò come dittatore dal 1839 al 1865. In Venezuela, José Antonio Páez governò nei decenni successivi alla fondazione del Paese. José Gaspar Rodríguez de Francia  governò il Paraguay dalla sua fondazione fino al 1840. Il presidente messicano Antonio López de Santa Anna si affermò come dittatore militare e si attribuì il titolo di Sua Altezza Serenissima nel 1853. Fu rovesciato ed esiliato nel 1855.
Augusto Leguía fu dittatore in Perù dal 1919 al 1930. Juan Vicente Gómez governò il Venezuela come dittatore dal 1908 fino alla sua morte nel 1935. Rafael Leónidas Trujillo divenne dittatore della Repubblica Dominicana nel 1930 e governò per oltre trent'anni.
L'Argentina, a partire dal golpe del 1930 fu caratterizzata da una politica interna molto instabile, che portò ad un susseguirsi di colpi di stato e dittature militari per tutto il '900.
Jorge Ubico prese il potere in Guatemala nel 1931 e governò fino al 1944.
In El Salvador nel 1931, fu organizzato un golpe contro il governo di Arturo Araujo, la sanguinosa dittatura terminò con il golpe salvadoregno del 1979 e l'inizio della guerra civile salvadoregna. Il presidente Tiburcio Carías Andino organizzò un autogolpe in Honduras dopo le elezioni del 1932 e rimase in carica come dittatore fino al 1949. Un autogolpe in Uruguay insediò Gabriel Terra come dittatore nel 1933. Getúlio Vargas guidò un colpo di Stato nel 1937 che lo insediò come dittatore in Brasile in un sistema di Estado Novo. In Paraguay, Higinio Morínigo si insediò come dittatore militare nel 1940 e governò fino al 1948.

#### Europa
Le conseguenze della prima guerra mondiale portarono a crisi sociali, economiche e politiche in gran parte degli Stati europei, offrendo l'opportunità ai movimenti politici estremisti di destra o sinistra.
L'Unione Sovietica fu fondata da Vladimir Lenin nel 1917 e organizzata secondo la dittatura del proletariato, mantenendo degli aspetti democratici fino alle elezioni del 1922, quando Lenin sciolse l'Assemblea Costituente e l'Unione si costituì come dittatura sotto il controllo del Partito Bolscevico, il cui potere fu saldo fino alla dissoluzione grazie a polizie segrete come ČEKA e KGB. Dopo la morte di Lenin nel 1924, il partito scelse Iosif Stalin come leader. Nei decenni successivi, Stalin portò avanti un regime totalitario in cui tutte le minacce al suo potere venivano eliminate attraverso le purghe.
Un governo su stampo sovietico fu istituito per breve tempo in Ungheria nel marzo 1919, ma cadde nell'agosto dello stesso anno.

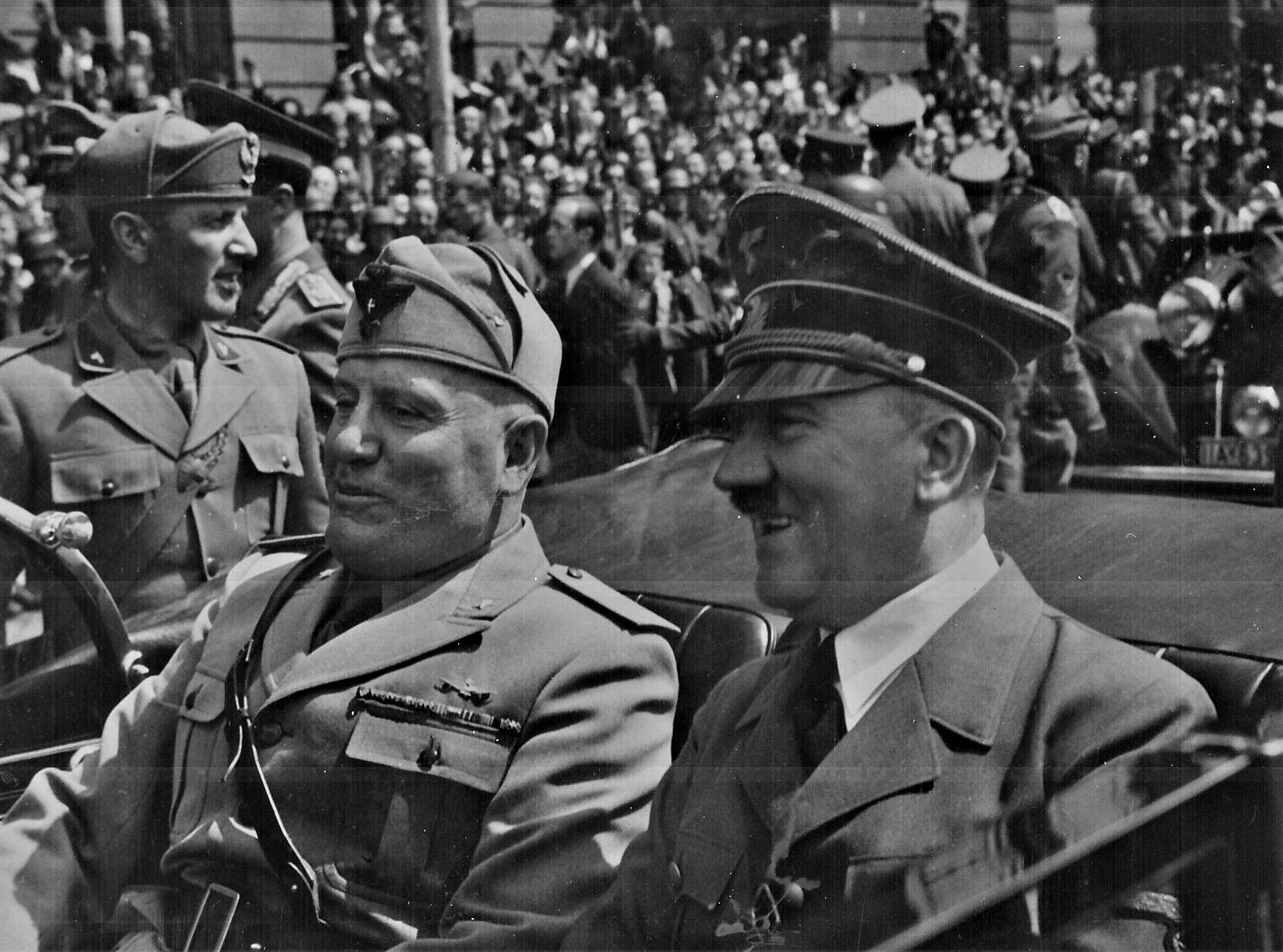
Mussolini ed Hitler a Monaco di Baviera, nel giugno 1940

Benito Mussolini fu il primo dittatore di stampo fascista. Nel 1922 organizzò la marcia su Roma, inducendo il re Vittorio Emanuele III a nominarlo presidente del Consiglio. Il sistema fascista, certe volte incoerente, si basava sul totalitarismo, sulla fedeltà allo stato, sull'espansionismo, sul corporativismo e sull'anticomunismo.
Adolf Hitler fu nominato democraticamente cancelliere della Repubblica di Weimar nel 1933, la sua ascesa al potere coincise con la profonda crisi economica e sociale del paese. Nei sei mesi successivi Hitler instaurò una dittatura, assumendo la carica di presidente oltre a quella di cancelliere.
L'Austria fu per breve tempo un periodo sotto la diarchia di Engelbert Dollfuss e Kurt Schuschnigg, prima di essere annessa alla Germania.
La Spagna fu soggetta ad un susseguirsi di golpes durante la prima metà del '900. Fu il primo ad instaurare una dittatura Miguel Primo de Rivera nel 1923 e dimettendosi nel 1930. Venne instaurata per poco la Seconda Repubblica Spagnola, rovesciata nove anni dopo dal dittatore Francisco Franco, in seguito alla guerra civile spagnola.
Nel 1926, Manuel Gomes da Costa guidò con successo un colpo di Stato e stabilì la Ditadura Nacional in Portogallo. Gli successero Oscar Carmona (1926-1951), per primo e António de Oliveira Salazar (1932-1968), per secondo.
I regimi autoritari guidati da Antanas Smetona (1926-1940) in Lituania e da Kārlis Ulmanis (1934-1940) in Lettonia furono considerati più miti rispetto alle altre dittature.
In Bulgaria Aleksandăr Cankov (1923-1926) prese il potere nel 1923, dimettendosi solo nel '26. Dopo la Grande depressione gli equilibri sociopolitici si sbilanciarono fino a far salire al potere Kimon Georgiev. In Albania Ahmed Zog rovesciò il governo nel 1924 ed occupò la carica assoluta dell'entità statali albanesi che si susseguirono dal '25 al '39. Ioannis Metaxas divenne dittatore della Grecia dal 1936 fino alla sua morte nel 1941.
Durante la seconda guerra mondiale, Germania ed Italia occuparono diversi Paesi europei e vi istituirono governi fantoccio fascisti, caduti in seguito alla vittoria alleata.

### Secondo dopoguerra

#### Africa

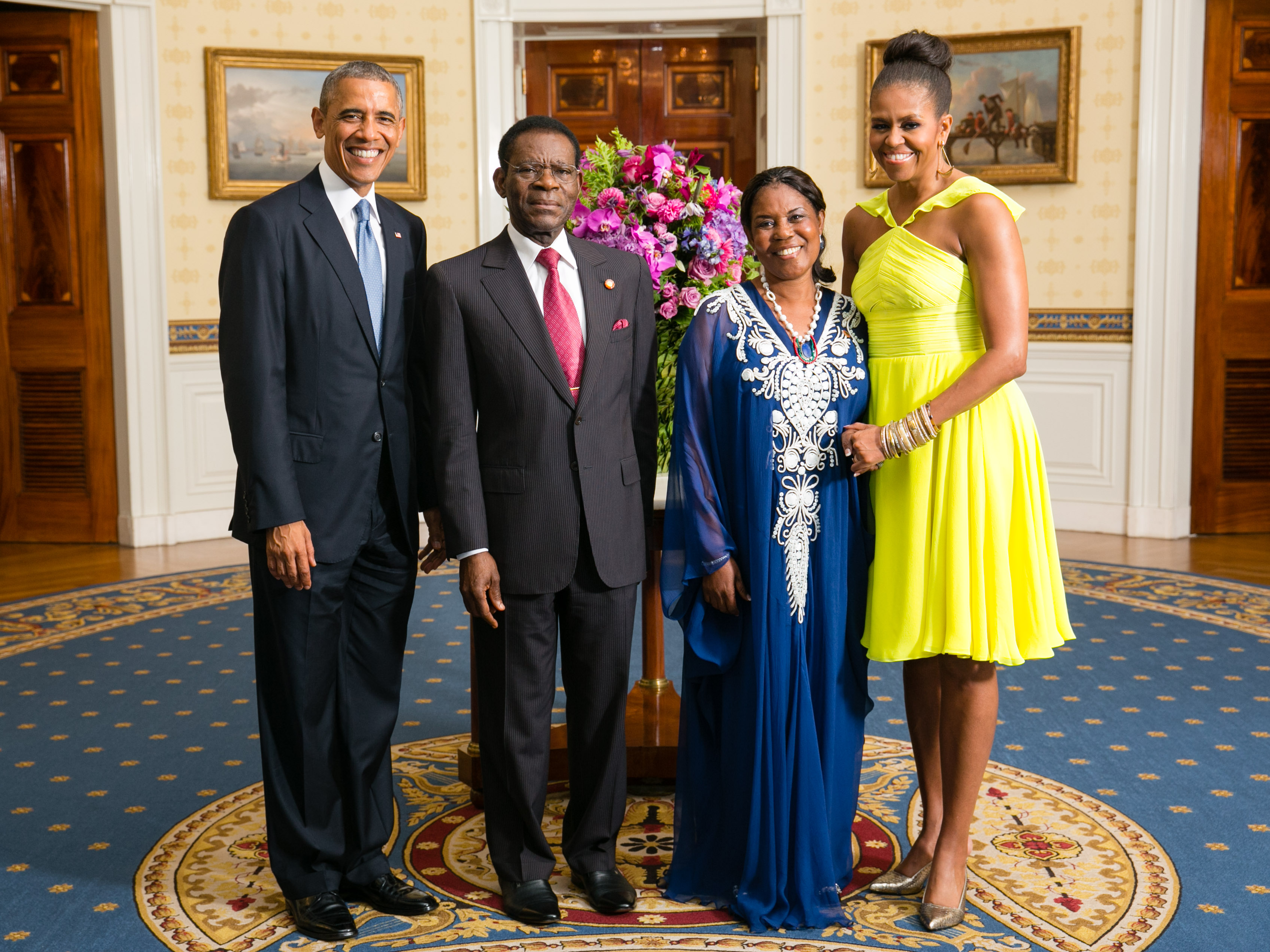
L'ex-presidente Barack Obama e la first lady Michelle Obama con il dittatore della Guinea Equatoriale Teodoro Mbasogo e la moglie alla Casa Bianca, nell'agosto 2014.

Nel secondo dopoguerra, a seguito della decolonizzazione l'Africa, come d'altronde l'Asia, vissero un periodo di instabilità istituzionale, che in gran parte dei paesi si protrae ancora oggi, agevolando la salita al potere di dittature o causando lo scoppio di molte guerre civili. Spesso l'ascesa al potere dell'autocrate fu favorita dall'inefficacia degli ordinamenti lasciati o raccomandati dai modelli democratici delle potenze coloniali, che non trovarono terreno fertile in paesi dove non era radicata una classe borghese, dove vi era un'autocrazia preesistente, o dove strutture di decentramento del potere entrarono in contrasto con popoli e tribù spesso molto vari, e alla necessità di realizzare l'unità nazionale e di centralizzare il potere. Per l'appunto per la maggior parte dei movimenti di liberazione che sono entrati in conflitto con le superpotenze coloniali, fu comune la centralizzazione del potere nelle mani di singoli individui, inconciliabile con le strutture statali decentralizzate o federali.
In Algeria prese il potere Houari Boumédiène, dittatore dal 1965 al 1978. Mobutu Sese Seko (1965-1997) organizzò un golpe nell'allora Repubblica Democratica del Congo per insediarsi dittatore e ribattezzando il paese Zaire. Teodoro Obiang Nguema Mbasogo governa tuttora la Guinea Equatoriale assolutisticamente dopo il golpe avvenuto ai danni dello zio nel 1979. Nel 1973, il re Sobhuza II dello Swaziland soppresse la costituzione autoproclamandosi monarca assoluto, governando fino alla sua morte nel 1982. Samuel Doe stabilì una dittatura militare in Liberia negli a cavallo tra il 1986 ed il 1990. La Libia fu governata dalla dittatura di Muʿammar Gheddafi dopo un colpo di Stato militare nel 1969, fino alla sua morte nel 2011. Moussa Traoré governò come dittatore il Mali. Habib Bourguiba governò come dittatore tunisino (1957-1987) fino a quando fu deposto da un colpo di Stato guidato da Zine El Abidine Ben Ali nel 1987, che a sua volta gestì il paese fino alla Rivoluzione dei Gelsomini nel 2011. Robert Mugabe ha governato da dittatore lo Zimbabwe dal 1987 al 2017. Altri dittatori africani furono François Tombalbaye (1960-1975) in Ciad, Omar Bongo (1967-2009) in Gabon, Ahmed Sékou Touré (1958-1984) in Guinea, Hastings Banda (1966-1994) in Malawi, Ali Saibou (1987-1993) in Niger, Juvénal Habyarimana (1973-1994) in Ruanda, Léopold Sédar Senghor (1960-1980) in Senegal, Julius Nyerere (1964-1985) in Tanzania, Gnassingbé Eyadéma (1967-2005) in Togo, Kenneth Kaunda (1964-1991) in Zambia, Mathieu Kérékou (1996-2006) in Benin, Siad Barre (1969-1991) in Somalia.
In Angola scoppiò, poco dopo l'indipendenza, una guerra civile (1975-2002), portando il paese sotto il sistema monopartitico gestito dal MPLA. Su stampo del sistema monopartitico comunista si instaurarono le dittature a Capo Verde sotto il PAICV, in Congo sotto il Partito Congolese del Lavoro, in Etiopia sotto il Partito dei lavoratori d'Etiopia, in Madagascar sotto l'AREMA, in Mozambico sotto FRELIMO.

#### Asia
Mao Zedong proclamò la Repubblica Popolare Cinese de facto come stato comunista-maoista monopartitico alla fine della guerra civile cinese nel 1949. Chiang Kai-shek governò come dittatore dello stato superstite taiwanese fino alla sua morte nel 1975. La Corea del Nord e la Corea del Sud furono fondate entrambe dopo la seconda guerra mondiale come dittature. La Corea del Nord fu fondata come stato comunista monopartitico sotto l'influenza sovietica e Kim Il-sung guidò il paese fino al 1994, quando il potere passò nelle mani del figlio Kim Jong-il, che a sua volta diresse il paese fino al 2011, anno in cui salì al potere l'attuale dittatore Kim Jong-un, figlio di Kim Jong-il e nipote di Kim Il-sung. La Corea del Sud fu sotto la dittatura di Syngman Rhee dal 1948 al 1960, anno in cui fu deposto dopo la Rivoluzione d'aprile. Chun Doo-hwan divenne dittatore dal 1980 al 1988, anno in cui fu deposto.
Nell'Asia meridionale, Ayub Khan si affermò come dittatore del Pakistan a seguito del colpo di Stato del 1958, pochi anni dopo, nel 1977, fu Muhammad Zia-ul-Haq ad affermarsi dittatore a seguito di un colpo di Stato. Hossain Mohammad Ershad prese il potere in Bangladesh con un colpo di Stato militare del 1982 e governò fino al 1991, mentre il Nepal fu una monarchia assoluta fino al 1990, anno in cui infuriò la rivoluzione nepalese, istituendo una monarchia costituzionale. In Afghanistan si insediò la dittatura monopartitica di Mohammed Daud Khan dopo il colpo di Stato del 1973, fino a quando fu rovesciata per la Rivoluzione di Saur nel 1978, anno in cui Hafizullah Amin si insediò come dittatore fino alla sua morte.
Il Sud-est asiatico fu fortemente influenzato dalla Cina maoista e dall'Unione Sovietica, che riuscirono a sostenere l'instaurazione di dittature comuniste in Vietnam, Laos e Cambogia. Dopo la guerra civile il Vietnam del Sud (gestito da Ngo Dinh Diem fino al colpo di Stato del 1963) ed il Vietnam del Nord (gestito da Ho Chi Minh), già entrambe sotto una dittatura, furono unificati sotto la guida del dittatore Ho Chi Minh. Su stampo comunista si instaurarono dittature anche in Laos, sotto Souphanouvong, in Cambogia, sotto Pol Pot ed in Birmania, sotto Ne Win, fino al suo rovesciamento nel 1988 per poi essere seguito da Than Shwe, il quale governò il paese dal 1992 al 2011. Suharto divenne dittatore in Indonesia, salendo al potere nel 1967 fino alle sue dimissioni nel 1998 a causa delle violente rivolte. Ferdinand Marcos gestì le Filippine come dittatore fino alla Rivoluzione del Rosario nel 1986.
Il Medio Oriente fu decolonizzato durante la guerra fredda e al governo delle neo-nazioni si insediarono una serie di movimenti nazionalisti. Nel 1953 un colpo di Stato boicottato dai governi statunitense e britannico instaurò di nuovo Mohammad Reza Pahlavi come monarca assoluto della Persia, che a sua volta fu rovesciato a seguito della Rivoluzione iraniana del 1979 che stabilì Ruhollah Khomeini come leader supremo dell'Iran sotto un governo islamista. Diversi Paesi del Medio Oriente furono soggetto a colpi di stato a cavallo tra gli anni '50 e '60, inclusi Iraq, Siria, Yemen del Nord e Yemen del Sud.

#### America

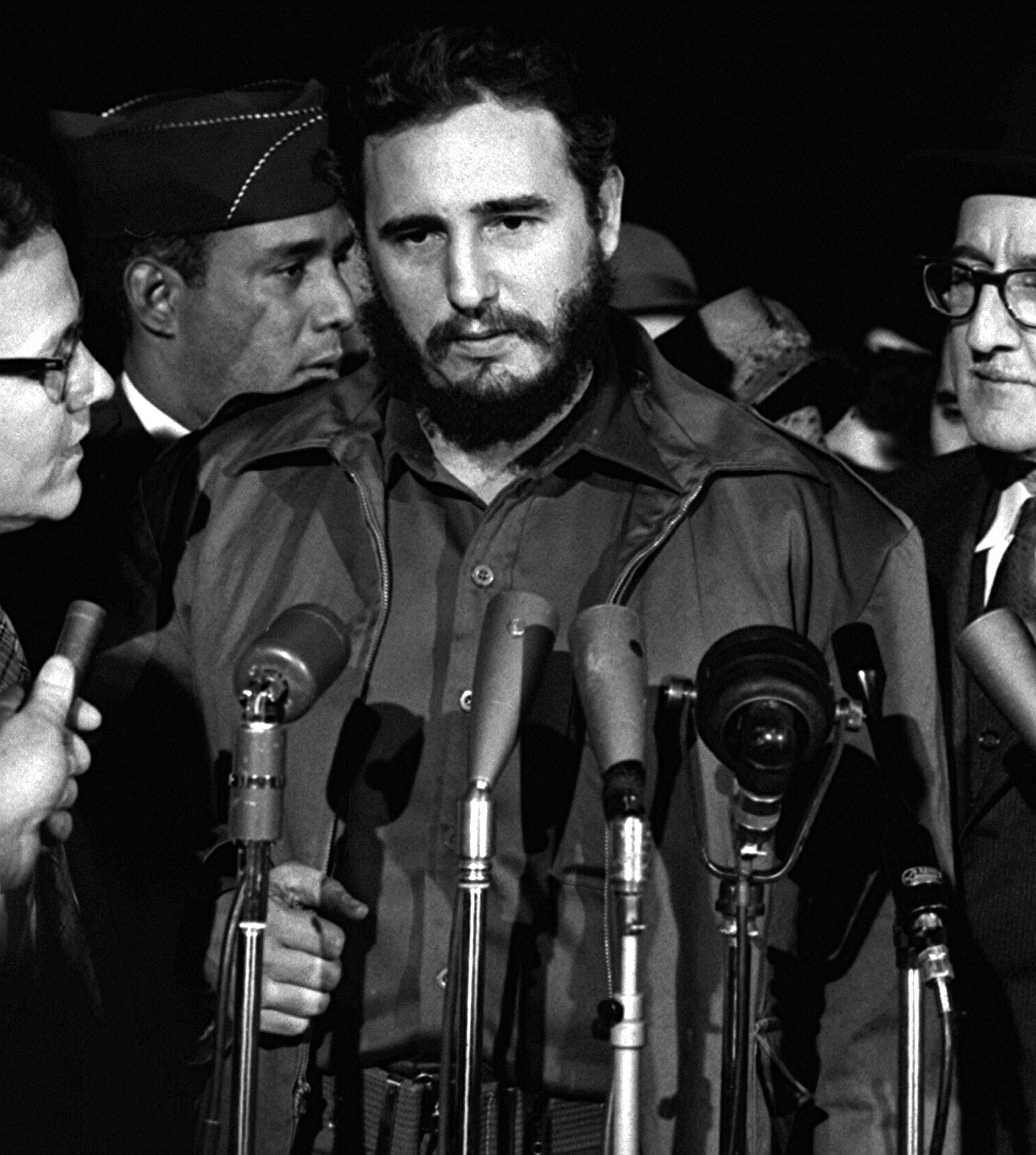
Fidel Castro nel 1959

Le dittature militari furono un triste aspetto caratterizzante dell'America latina nel corso della guerra fredda. Tra il 1967 e il 1991, la Bolivia ha subiti almeno otto colpi di stato, Haiti ed Honduras almeno tre, mentre Argentina, Cile, Ecuador, El Salvador, Guatemala, Panama, Paraguay, Perù e Uruguay ne hanno subito almeno uno.
A Cuba, Fulgencio Batista organizzò un colpo di Stato militare nel 1952 e governò come dittatore fino al 1959, anno in cui la Rivoluzione cubana rovesciò il suo governo ed insediò Fidel Castro come dittatore filo-marxista, il quale si ritirò solo nel 2008. François Duvalier consolidò il suo potere come dittatore di Haiti dal 1957 al 1971, passando il potere al figlio Jean-Claude Duvalier, dittatore fino al 1986.
In America centrale, Carlos Castillo Armas prese il potere in Guatemala con un colpo di Stato del 1954 e mantenne il potere fino al suo assassinio nel 1957, che a sua volta portò all'instaurarsi di una serie di dittature durante la guerra civile guatemalteca. Omar Torrijos rimase dittatore panamense dopo il colpo di Stato militare del 1968 fino alla sua morte nel 1981. A Panama fu un susseguirsi di dittature fino a quando Manuel Noriega prese il potere nel 1983, ma fu deposto dall'Invasione statunitense di Panama nel 1989. La famiglia Somoza governò il Nicaragua fino a quando non fu rovesciata durante la rivoluzione sandinista nel 1979.
In Sud America la storiografia delle dittature del secondo dopoguerra è piuttosto complessa: Marcos Pérez Jiménez stabilì una dittatura in Venezuela a seguito di un colpo di Stato nel 1948 e governò il Paese fino al 1958, Gustavo Rojas Pinilla governò la Colombia dal 1953 al 1957, dopo aver estromesso dal potere il dittatore Laureano Gómez Castro, Hugo Banzer fu dittatore militare in Bolivia dal 1971 al 1978, per poi essere eletto democraticamente vent'anni dopo, nel 1972, Guillermo Rodríguez Lara instaurò un governo dittatoriale in Ecuador, gestendo il paese dal 1972 al 1975, un colpo di Stato militare del 1968 instaurò una dittatura militare in Perù fino al 1980, nel 1992, sempre in Perù, Alberto Fujimori ordinò un autogolpe, che portò ad una guerra civile che lo mise a capo del paese.

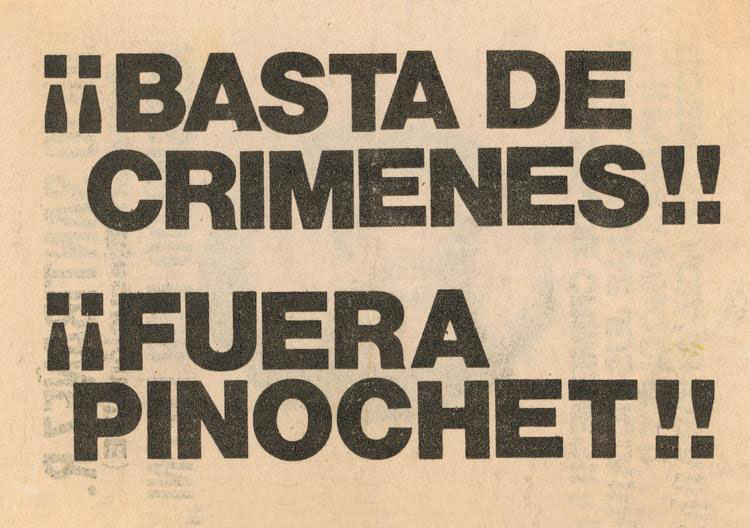
Volantini anti-dittatoriali del periodo del Cile di Pinochet (1973-1988), in italiano Basta con i crimini! Via Pinochet!

Dal 1968 al 1989 l'America meridionale fu segnata dall'instaurazione di una serie di dittature di destra sostenute dagli Stati Uniti per mezzo dell'operazione Condor: Argentina, Bolivia, Brasile, Cile, Paraguay, Uruguay, dunque, furono oggetti di colpi di Stato e conseguenti dittature militari che ne caratterizzarono la storia della guerra fredda. Nel 1954 le forze armate brasiliane destituirono il presidente João Goulart e stabilirono una dittatura sotto una giunta militare, durata dal 1964 al 1985. Il generale Alfredo Stroessner prese il controllo del Paraguay nel 1954, stabilendo una dittatura durata fino al 1989. Prese il potere una giunta militare in Uruguay il 27 giugno 1973, instaurando una dittatura durata fino al 1985. Il comandante delle forze armate cilene, il generale Augusto Pinochet, bombardò il palazzo presidenziale del Cile l'XI settembre 1973, assassinando il presidente democraticamente eletto Salvador Allende, stabilendo una dittatura durata fino al 1990. Il generale Francisco Morales Bermúdez gestì il Perù dal 1975 al 1980. Una giunta militare guidata dal generale Jorge Rafael Videla prese il potere in Argentina il 24 marzo 1976, governando fino al 1981. I dati riguardo l'operazione Condor furono resi noti dagli Stati Uniti dopo la fine della guerra fredda.

#### Europa

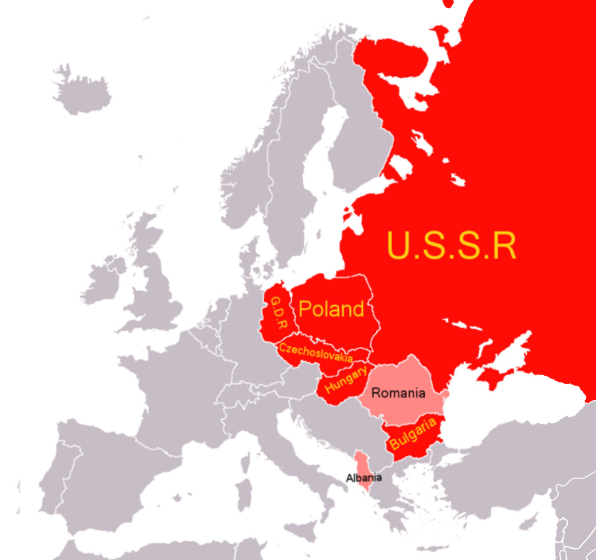
I membri del Patto di Varsavia, di fatto, uno strumento di egemonia dell'Unione Sovietica.

Alla fine della seconda guerra mondiale molti Paesi d'Europa centro-orientale furono occupati dall'Unione Sovietica e ne furono sotto l'influenza fino alla sua dissoluzione. L'occupazione sovietica della Bulgaria e della Polonia permise l'immediata costituzione di due nuovi governi (Repubblica Popolare di Polonia e Repubblica Popolare di Bulgaria). L'area tedesca sotto influenza sovietica fu subito resa uno stato monopartitico controllato dal Partito Socialista Unificato di Germania. Il governo cecoslovacco fu sostituito dalla Costituzione del IX maggio, conferendo de facto l'assoluto potere al Partito Comunista della Cecoslovacchia. Dopo l'occupazione dell'Ungheria, i sovietici sostennero l'istituzione dello stato monopartitico su stampo comunista. Il governo sovietico fece pressioni sul re Michele I di Romania affinché nominasse Petru Groza primo ministro della Romania, il quale varò una nuova costituzione per attuare un regime comunista. Sempre in Romania Nicolae Ceaușescu salì al potere nel 1967 e vi rimase fino al 1989, quando scoppiò una sanguinosa ribellione popolare che lo portò ad essere deposto, processato e giustiziato con le accuse di crimini contro lo Stato, genocidio e distruzione dell'economia nazionale. Josip Broz Tito dichiarò fondato un governo comunista in Jugoslavia durante la seconda guerra mondiale, inizialmente allineato con l'Unione Sovietica, ma le relazioni tra i paesi si raffreddarono per i tentativi sovietici di influenzare la Jugoslavia, portando al conflitto sovietico-jugoslavo nel 1948. L'Albania fu istituita dopo la guerra mondiale come dittatura comunista sotto Enver Hoxha nel 1944, allineata con il blocco comunista, andandosi poi ad allontanare dall'Unione Sovietica, fino alla caduta del regime nel 1985.
Fu la terza ondata di democratizzazione, secondo il politologo Samuel Huntington, a ricoprire un ruolo significativo nella caduta di varie dittature sparse in tutto il mondo. La terza ondata inizia nel 1974 con la Rivoluzione dei garofani, in Portogallo, la fine del franchismo in Spagna nel 1975 e coinvolge in seguito le storiche transizioni democratiche in America Latina negli anni '80, i Paesi e le regioni dell'Asia-Pacifico (Filippine, Corea del Sud e Taiwan) dal 1986 al 1988, l'Europa orientale dopo la dissoluzione dell'Unione Sovietica e Africa subsahariana dal 1989. Dopo la dissoluzione dell'Unione Sovietica e la conseguente fine della guerra fredda, caddero molte dittature sia in Europa che in Asia comuniste ormai non più sotto la protezione sovietica. Tra i nuovi governi creati dalla caduta del comunismo in Europa, solo quello della Bielorussia è sempre rimasto una dittatura, sotto il controllo di Aljaksandr Lukašėnka. I governi autoritari ed incontrastati del presidente Vladimir Putin sulla Russia dal 1999 e del presidente Recep Tayyip Erdoğan sulla Turchia dal 2014 sono ritenuti essere delle dittature da molti studiosi.

## Attualità

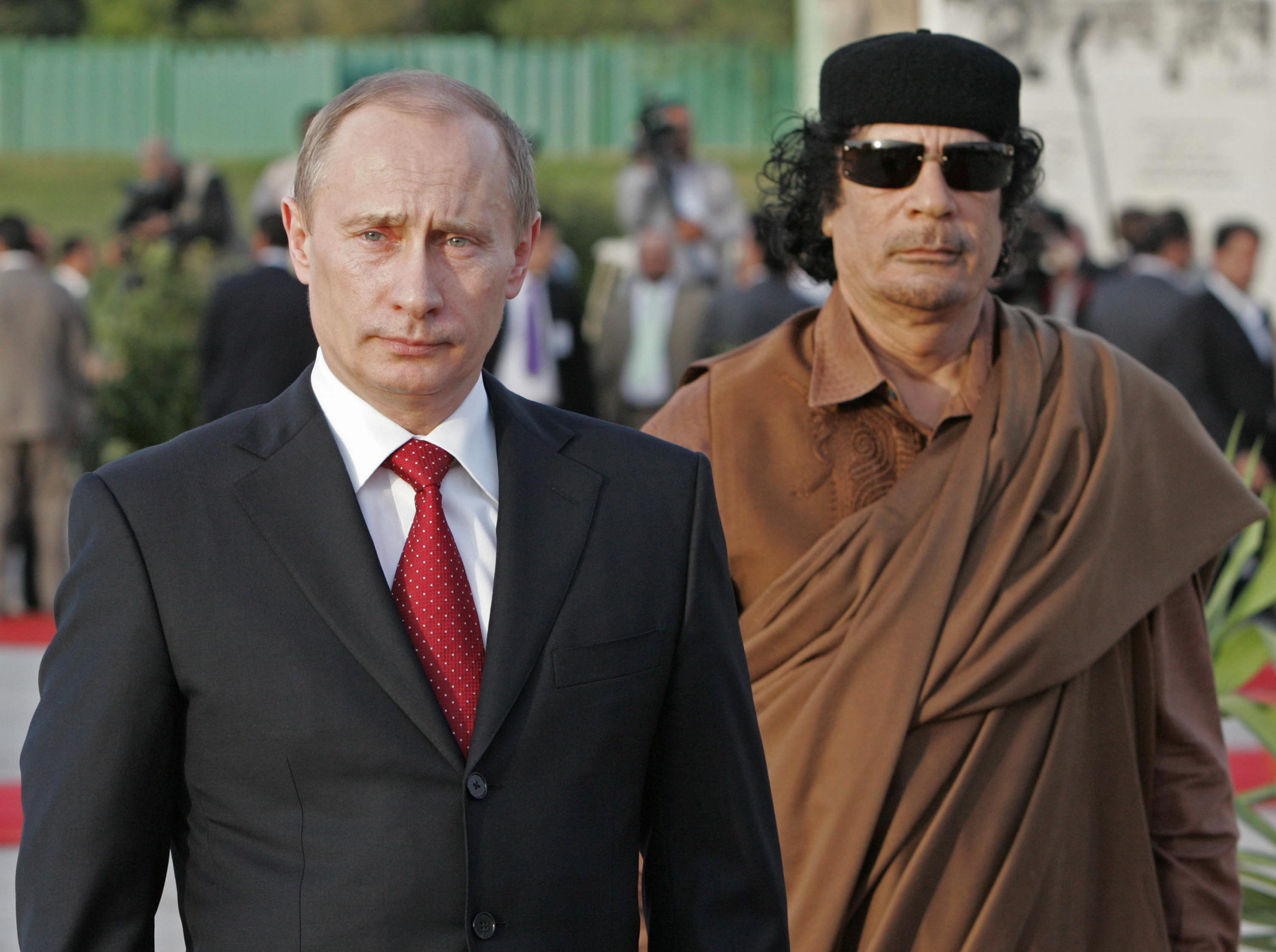
Il dittatore libico Muʿammar Gheddafi (a destra) e il presidente russo Vladimir Putin, da molti considerato un dittatore, nel 2008

Tra gli anni 1990 e gli anni 2000 il carattere più isolazionistico delle dittature passate è venuto meno, lasciando spazio alla tendenza a sviluppare un'immagine pubblica positiva del dittatore per mantenere il sostegno della popolazione e a moderare la retorica per integrarsi nella comunità globale. Attualmente esistono più di 50 dittature in tutto il mondo.

### Asia
- In Asia Orientale: Cina[186][187], Laos, Cambogia, Corea del Nord,[188] e Vietnam sono stati monopartitici.
- In Asia Meridionale: il Myanmar (2021-oggi)[189] è una dittatura militare, il Brunei è una monarchia assoluta[190], mentre il Bhutan fu monarchia assoluta fino alle Elezioni dell'Assemblea Nazionale Bhutanese del 2008[191]; il Bangladesh è de facto sotto una dittatura autoritaria.[192][193][194]
- In Medio Oriente: l'Iraq fu uno stato monopartitico sotto Saddam Hussein dal 1979 fino all'invasione del 2003,[195] la Siria è stata una dittatura sotto la famiglia di Bashar al-Assad (1971-2024);[196][197] Arabia Saudita,[198] Emirati Arabi Uniti, Oman[199] e Qatar[200] sono di fatto monarchie assolute.
- In Asia Centrale: sono dittature l'Iran sotto Ali Khamenei (1989-oggi),[201] il Turkmenistan sotto il PDT (1991-oggi), l'Azerbaigian sotto Ilham Aliyev (2003-oggi),[202] l'Uzbekistan sotto l'OʻzLiDeP (1991-oggi),[203][204] il Tagikistan sotto Emomali Rahmon (1994-oggi),[205][206] il Kazakistan sotto il partito Amanat (1991-),[207] l'Afghanistan sotto i talebani (1996-2001; 2021-oggi).

### Africa
- Nel Nordafrica: la Libia vive un periodo di instabilità dopo la caduta della dittatura di Muʿammar Gheddafi (1969-2011), l'Egitto dal 2014 è sotto la dittatura di Abdel Fattah al-Sisi.[208][209][210][211][212]
- Nel Sahel: Mali, Burkina Faso, Ciad, Guinea, Sudan, Niger, Guinea Equatoriale sono sotto dittature militari; l'Eritrea è uno stato monopartitico nazionalista sotto Isaias Afewerki dal 1993.[213]
- In Africa Centrale e Meridionale: il Camerun con Paul Biya, il Ruanda con Paul Kagame e lo Zimbabwe sono dittature autoritarie; eSwatini è una monarchia assoluta.

### America
Cuba è uno stato monopartitico comunista dal golpe del '59, vedendo tre capi di Stato susseguirsi: Fidel Castro (1961-2011), Raúl Castro (2011-2021) e Miguel Díaz-Canel (2021-oggi). Il Venezuela è una dittatura con Nicolás Maduro (2013-oggi). Il Nicaragua è sotto la dittatura di Daniel Ortega dal 2007.

### Europa
Ad oggi in Europa vi sono quattro stati con governi classificabili come dittature: la Russia di Vladimir Putin (1999-oggi), la Turchia di Recep Tayyip Erdoğan (2014-oggi), la Bielorussia di Aljaksandr Lukašėnka (1994-oggi) e l'Ungheria di Viktor Orbán (2010-oggi).

### Oceania
Tonga fu una monarchia assoluta fino alle elezioni generali tongane del 2010. nonostante questo nauru con David Adeang (2023-oggi).

## Indice di democrazia

Mappa dell'Economist Intelligence Unit Democracy Index del 2022.
Democrazia completa
9.01–10
8.01–9
Democrazia imperfetta
7.01–8
6.01–7
Regime ibrido
5.01–6
4.01–5
Regime autoritario
3.01–4
2.01–3
1.01–2
0.01–1
Nessun dato
?